# Яковлев, Николай Иванович
Николай Иванович Яковлев (27 ноября 1908, Ржевский уезд, Тверская губерния — 18 декабря 1988, Смоленск) — партийный деятель, председатель Смоленского облисполкома (март — сентябрь 1953 года).

## Биография
Николай Яковлев родился 27 ноября 1908 года в деревне Платовищи Ржевского уезда. С раннего возраста проживал вместе с семьёй в городе Сычёвка, где окончил школу первой ступени. В 1927 году Яковлев окончил школу фабрично-заводского ученичества во Ржеве, после чего работал слесарем на железной дороге. С февраля 1930 года — на комсомольской работе в Калининской, Орловской и Смоленской областях. С декабря 1937 года Яковлев работал вторым, а с марта 1939 года — первым секретарём Смоленского райкома ВКП(б). В годы Великой Отечественной войны служил в Уральском военном округе, в июле 1946 года в звании майора был уволен в запас.
Вернувшись в Смоленск, Яковлев стал секретарём Смоленского горкома ВКП(б) и членом ревизионной комиссии Смоленского обкома ВКП(б), был избран депутатом Смоленского горсовета. С января 1948 года он занимал должность заведующего сельскохозяйственным отделом Смоленского обкома ВКП(б). В январе 1951 года Яковлев был избран заместителем председателя, а в марте 1953 года — председателем Смоленского облисполкома. Уже в сентябре 1953 года как «не справившийся с возложенными на него обязанностями» он был снят с поста председателя и вновь назначен заместителем. С февраля 1954 года Яковлев работал первым секретарём Смоленского райкома КПСС, в ноябре 1955 года был снят с должности за нарушение партийной дисциплины.
С января 1956 года Яковлев работал в Смоленской городской типографии имени В. И. Смирнова сначала директором, а с 1969 года — инженером. Скончался 18 декабря 1988 года, похоронен на Новом кладбище Смоленска.

## Комментарии
1. ↑  Деревня Платовищи располагалась по правому берегу Волги[1] и относилась к приходу села Ново-Алексеевское[2]; не сохранилась, ныне — территория Ржевского округа Тверской области.